# Булдаев, Сергей Николаевич
Серге́й Никола́евич Булда́ев (род. 6 марта 1934, Верхнеудинск, Бурят-Монгольская АССР, РСФСР, СССР) — советский государственный деятель. Председатель Совета Министров Бурятской АССР с июня 1987 по 19 апреля 1990. Председатель Верховного Совета Бурятской АССР с 19 апреля 1990 по 21 октября 1991. Народный депутат, член Совета национальностей Верховного Совета РФ (1990—1993).

## Биография
Родился 6 марта 1934 в Верхнеудинске.
Окончил Томский институт инженеров железнодорожного транспорта (1956) по специальности инженера-механика путей сообщения и Академию общественных наук при ЦК КПСС (1971). 
Трудовую деятельность начал на Улан-Удэнском паровозоремонтном заводе, позднее был избран заместителем секретаря и секретарём комитета ВЛКСМ ПВЗ. Член КПСС с 1961. С 1958 по 1960 — мастер цеха.
В 1960 выдвинут на работу в аппарат Бурятского обкома ВЛКСМ, работает заведующим сектором профтехобразования, заместителем заведующего отделом комсомольских организаций, в декабре этого же года избирают секретарём Улан-Удэнского горкома ВЛКСМ.
В октябре 1963 утверждён секретарём Советского райкома КПСС. С 1964 работал председателем исполкома Прибайкальского промышленного районного совета депутатов трудящихся, с января 1965 — вторым секретарём Кабанского райкома КПСС.   
В 1968—1971 учился в Академии общественных наук при ЦК КПСС, по окончании которой успешно защищает диссертацию на соискание ученой степени кандидата экономических наук.
В 1971 избран первым секретарём Советского райкома КПСС Улан-Удэ. В 1974—1984 работал в должности заведующего отделом лёгкой, пищевой промышленности и торговли Бурятского обкома КПСС.
В 1984 назначен первым заместителем Председателя Совета министров Бурятской АССР, а с июня 1987 по 19 апреля 1990 возглавлял Совет министров Бурятской АССР. Избирался председателем Верховного Совета Бурятской АССР, депутатом Верховного Совета РСФСР[уточнить], народным депутатом Республики Бурятии. Являлся членом Конституционной комиссии Съезда народных депутатов РФ, входил в состав фракции «Суверенитет и равенство».

## Награды
Награждён медалями и почётными грамотами.
- Орден «Знак Почёта»
- Орден Дружбы народов
- Заслуженный экономист Республики Бурятия[3]